# يقطوم صوفي أزرق
يقطوم صوفي أزرق (الاسم العلمي: Telephium eriglaucum) هي نوع نباتي يتبع جنس اليقطوم من فصيلة القرنفلية.